# 精英部隊2：大敵當前
《精銳部隊2》（葡萄牙語：Tropa de Elite 2 – O Inimigo Agora é Outro）是2010年由何塞·帕蒂爾哈執導編劇、瓦格納·馬拉主演的一部犯罪電影。電影以里約熱內盧為背景，基於現實中的BOPE特警部隊和里約熱內盧憲兵虛構而成，焦點是政府官員腐敗和販毒問題。2010年10月8日在巴西公映。
此片一經上映便受到公眾關注，而其票房成績亦頗佳，它成為巴西史上最賣座的、也是票房成績最高的電影。它入選第84屆奧斯卡金像獎最佳外語片獎評選，但沒有進入最後一輪評選。

## 劇情
電影的第一幕發生在《精銳部隊》之後16年，主角羅伯特·納西門托（瓦格納·馬拉飾）正在離開一所醫院，但被人跟蹤，最終他的車被堵在離開醫院不久的路上，並遭人槍擊。
在這之前四年，納西門托已經是BOPE特警部隊的中校，但與妻子離婚，後者嫁於迪奧戈·弗拉加（伊蘭迪爾·桑托斯飾）。因為他所管轄充斥毒販頭目的監獄中，犯人發生暴動。而人權運動者的弗拉加得到州長許可到監獄與犯人交涉。在弗拉加說服犯人釋放人質之後，特警部隊的隊長安德烈·馬蒂亞斯（安德烈·拉米羅飾）違抗納西門托的指令，開槍擊殺了犯人。
弗拉加將此事告知媒體，納西門托被迫離職，但他依然受到一部分民眾的支持，同時里約熱內盧州公共安全秘書瓜拉西將他升職為公共安全情報機構副秘書。安德烈·馬蒂亞斯被認為要承擔大部分責任，因而被踢出特警部隊。弗拉加則順勢利用輿論使得自己成為了里約熱內盧州議會議員，他批評弗拉加的言論使得弗拉加與其子拉法的關係愈加疏離。
納西門托決定利用自己的職務來提高BOPE特警部隊的力量。他認為這樣可以解決里約熱內盧的販毒問題，但卻被腐敗警察羅卡利用，羅卡順勢清除了平民區的許多毒販勢力，直接插手本地非法賺錢的事務。
一組由腐敗警察偽裝的匪徒襲擊了Tanque區的警察局，搶走了警察的裝備。密謀促成此事的羅卡將其栽贓給毒販，并將安德烈·馬蒂亞斯重新安排進特警部隊以獲得特警部隊在清除毒販事務上的支持。納西門托支持的部門從300小時的監聽錄音中並沒有發現毒販曾有計劃襲擊警局，但州長命令羅卡立即行動，因此羅卡和特警們次日突襲毒販，馬蒂亞斯在審問毒販首領時並沒能詢問出他們是否有襲擊警局，並對羅卡產生懷疑，因而在轉身時被羅卡的手下槍殺。
納門西托誓要找出殺害馬蒂亞斯的兇手。記者克拉拉在這時發現了羅卡等人在貧民區的據點，並和攝影師擅自進入據點獲取證據，他們最終被羅卡發現，遭到殺害。但在臨死前克拉拉曾弗拉加通話，指出她發現了可以指出羅卡等腐敗警察的證據，且因為同時發現了州長的競選海報，而得知此事可能也有州長參與。這番通話也被監聽弗拉加電話的納西門托聽到了。
納西門托決定到弗拉加和他前妻的公寓商議此事，但在樓下，弗拉加的汽車遭到兩人槍擊，儘管納西門托擊落了一名匪徒，但他的兒子拉法被擊中腎臟，送醫急救。立法會議長決定調查克拉拉失蹤案，但納西門托因為非法竊聽弗拉加的電話而被開除。是夜，亦即影片開頭發生之時，納西門托到醫院探望兒子，而羅卡等人決定殺掉納西門托以絕後患。不過雖然納西門托的車遭到槍擊，但他事先已經發現自己處在危險之中，於是通知了特警部隊中的夥伴協助反擊，羅卡被迫逃跑。
次日納西門托前往立法院作證，指出了大批腐敗官員和警察。最終導致大量官員落馬，羅卡則被同夥槍殺以免被指認。瓜拉西此時已經是巴西下議院議員，但同為議員的弗拉加指出因為他也涉嫌州長腐敗案件，因而無資格繼續擔任議員。影片最終，納西門托以巴西利亞為背景敘述了巴西仍然很嚴重的社會問題，并再次前往醫院，他的兒子拉法也在此刻醒來。

## 外部連結
- 官方网站 （葡萄牙文）
- 官方网站 （英文）
- 互联网电影数据库（IMDb）上《精英部隊2：大敵當前》的资料（英文）
- AllMovie上《精英部隊2：大敵當前》的资料（英文）
- 豆瓣电影上《精英部隊2：大敵當前》的資料 （简体中文）
- Box Office Mojo上《精英部隊2：大敵當前》的資料（英文）
- Metacritic上《精英部隊2：大敵當前》的資料（英文）
- 爛番茄上《精英部隊2：大敵當前》的資料（英文）